# 东公生门
东公生门，原址位于今北京市东城区东长安街南侧，天安门广场东北侧，现已无存。

## 简介
在天安门前、千步廊东西的东西向皇城墙上，东西各有一座随墙门，分别称东公生门和西公生门。此二门明朝是东文西武两组中央官衙的总出入口。此二门可能在清朝初年被拆除，乾隆二十五年拓展皇城时新建了此二门，仍沿用明朝公生门的名称。乾隆十五年《京城全图》的皇城墙上未绘此二门，但在乾隆五十三年（1788年）《宸垣识略》附图中表现了此二门。嘉庆七年（1802年）日本冈田玉山等人所著《唐土名胜图会》中绘制得更清楚，是两座随墙的如意门。此二门的功能是便于千步廊两侧官衙的官员就近进皇城，不必绕行东、西三座门。
天安门外金水河上有金水桥，共五座。金水桥东西两侧还分别有一座桥，称“公生桥”（分别位于今中山公园、劳动人民文化宫的南门外）。两座公生桥分别对着南面千步廊的东、西公生门。1914年，东、西公生门与千步廊被同时拆除。

## “履中”牌楼

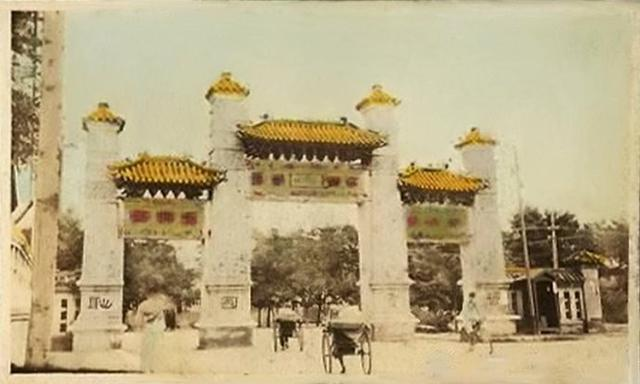
1930年前後的“履中”牌楼

1916年，为纪念袁世凯称帝，在公安街北口、东公生门原址附近兴建了“履中”牌楼，其北为西长安街，南为公安街。1950年与“蹈和”牌楼一同拆除，是中华人民共和国成立后北京最早拆除的两座牌楼。